# Біг-Горн (округ, Вайомінг)
Шаблон:StateAbbr_ 44°32′ пн. ш. 107°59′ зх. д. / 44.53° пн. ш. 107.99° зх. д.
 Біг-Горн  (англ. Big Horn County) — округ у штаті Вайомінг. Ідентифікатор округу 56003.

## Історія
Округ утворений 1897 року.

## Демографія
За даними перепису
2000 року
загальне населення округу становило 11461 осіб, зокрема міського населення було, а сільського — 11461.
Серед них чоловіків — 5735, а жінок — 5726. В окрузі було 4312 домогосподарства, 3087 родин, які мешкали в 5105 будинках.
Середній розмір родини становив 3,13.
Віковий розподіл населення поданий у таблиці:
| Стать    | До 15 років | 15-21 | 22-29 | 30-39 | 40-49 | 50-65 | 65-85 | Понад 85 |
| -------- | ----------- | ----- | ----- | ----- | ----- | ----- | ----- | -------- |
| Чоловіки | 1383        | 632   | 391   | 639   | 817   | 1013  | 772   | 88       |
| Жінки    | 1276        | 546   | 386   | 667   | 811   | 975   | 866   | 199      |

## Суміжні округи
- Біг-Горн, Монтана — північний схід
- Шеридан — схід
- Джонсон — південний схід
- Вошейкі — південь
- Парк — захід
- Карбон, Монтана — північний захід

## Виноски
1. ↑  US Decennial Census. US Census Bureau. Архів оригіналу за 26 квітня 2015. Процитовано 5 серпня 2015.
2. ↑  Historical Decennial Census Population for Wyoming Counties, Cities, and Towns. Wyoming Department of Administration & Information, Division of Economic Analysis. Архів оригіналу за 7 жовтня 2006. Процитовано 25 січня 2014.
3. ↑  State & County QuickFacts. US Census Bureau. Архів оригіналу за 29 лютого 2016. Процитовано 25 січня 2014. [Архівовано 2016-02-29 у Wayback Machine.](англ.) Наведено за англійською вікіпедією.
4. ↑  American FactFinder. Бюро перепису населення США. Архів оригіналу за 26 лютого 2012. Процитовано 31 січня 2008. [Архівовано 2008-05-21 у Wayback Machine.]

| США | Це незавершена стаття з географії США. Ви можете допомогти проєкту, виправивши або дописавши її. |